# Entente sportive Basket de Villeneuve-d'Ascq - Lille Métropole

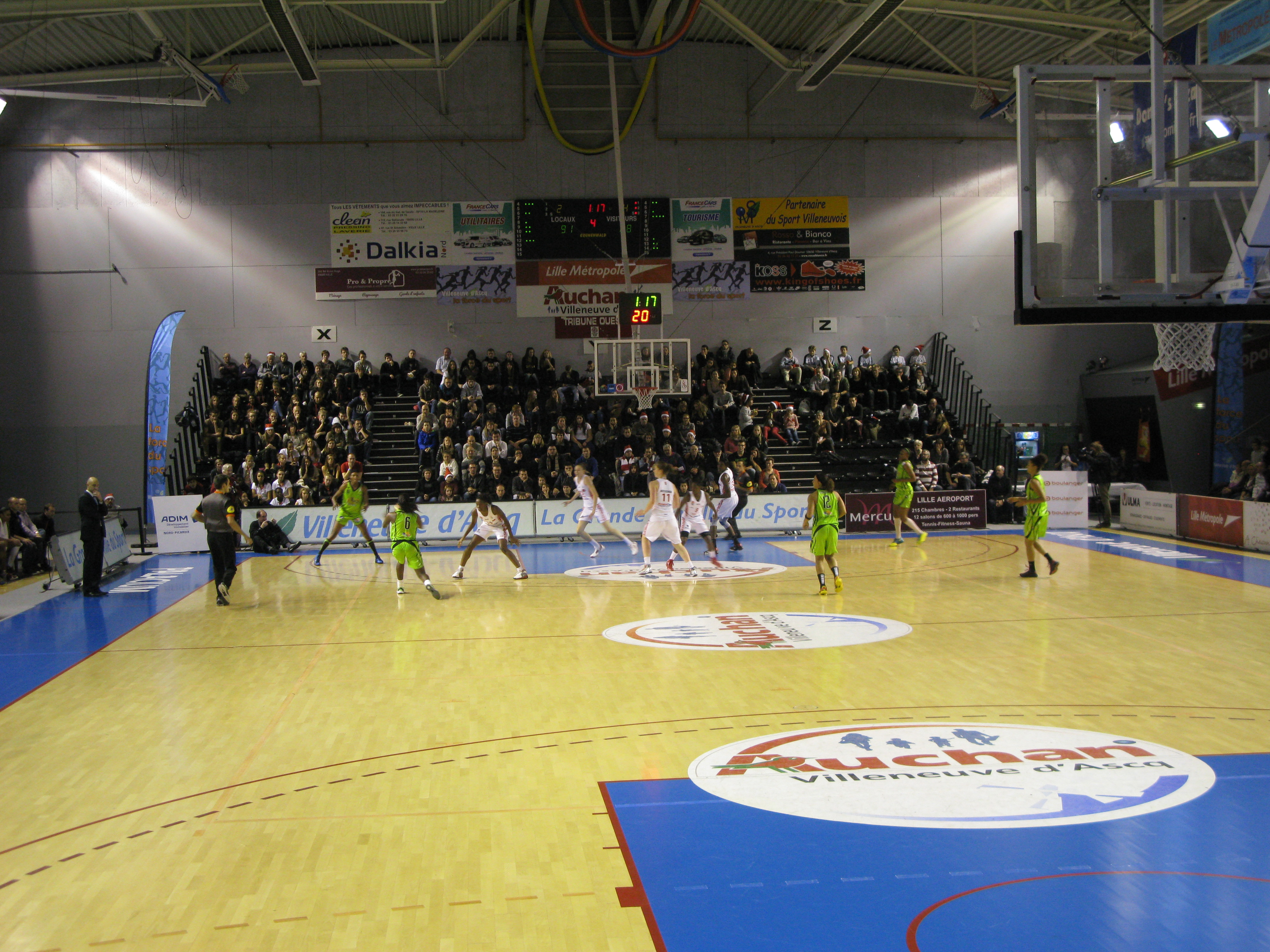
Le Palacium tijdens een match van ESBVA-LM (2013)

Entente sportive Basket de Villeneuve-d'Ascq - Lille Métropole (ESBVA-LM) is een damesbasketbalteam uit Villeneuve-d'Ascq, Frankrijk dat uitkomt in FIBA’s EuroLeague Women en sinds 2000 in de Franse Ligue féminine de basketball.
De club ontstond op 14 mei 1987 uit de fusie van de Flers OmniSports uit Flers-lez-Lille en de Association sportive laïque d'Annappes uit Annappes, veelal aangeduid als ESB Villeneuve-d'Ascq. In 2000 trad ESBVA toe tot de Franse Ligue féminine de basket. In 2002 werd het elitegedeelte van de club omgedoopt van Entente sportive Basket Villeneuve-d'Ascq (ESBVA) naar Entente sportive Basket Villeneuve-d'Ascq Lille Métropole (ESBVA-LM).
Marjorie Carpréaux speelde er in het seizoen 2010-2011. Onder coach Frédéric Dussart speelde Emma Meesseman van 2012 tot 2014 bij het team, in het seizoen 2014-2015 maakte Ann Wauters deel uit van het team.

## Erelijst
- Landskampioenschap Frankrijk (2):

Winnaar: 2017, 2024
Tweede: 2015, 2023
- Coupe de France:

2003, 2008, 2014 (Runner-up)
- Match des champions:

2017, 2024 (Runner-up)
- EuroLeague Women:

2024 (Runner-up)
- EuroCup Women (2):

2015, 2025
2016 (Runner-up)
- FIBA Europe SuperCup Women:

2016 (Runner-up)